# پسر سندباد
پسر سندباد (انگلیسی: Son of Sinbad) یک فیلم ماجراجویی آمریکایی به کارگردانی تد تتزلف است که در سال ۱۹۵۵ منتشر شد.

## بازیگران
- دیل رابرتسون در نقش سندباد
- وینسنت پرایس در نقش خیام
- لی‌لی سنت‌سیر در نقش نریسا
- سالی فارست
- لئون آسکین
- جکی لاکری
- کیم نواک